# XIV Brigada Internacional
La XIV Brigada Internacional fue una de las Brigadas Internacionales que combatieron en defensa de la legalidad republicana contra los sublevados el 17 y 18 de julio de 1936 en la guerra civil española. La Brigada, a la que se conoció como La Marsellaise por estar conformada por mayoría de ciudadanos franceses, fue creada en Albacete el 1 de diciembre de 1936 y reorganizada por completo en la primavera de 1938, siendo prácticamente destruida en la batalla del Ebro.

## Historial

### Comienzos
Su primera incursión en la guerra fue en la zona de Alcolea el 23 de diciembre de 1936, interviniendo el batallón "Noves Nacions" que, tras varias operaciones en la zona de Villa del Río sufrió fuertes pérdidas (más de un 70 por 100 de bajas). Reorganizada la brigada en Andujar participó en la Batalla de Lopera, con numerosas bajas, entre ellas las del poeta británico Ralph Fox. A finales de 1936 se trasladó a la zona de Madrid, participando en batalla de la carretera de La Coruña, dentro del conjunto de operaciones que se libraron en la sierra de Guadarrama y que para la Brigada se alargaron hasta mediados de enero de 1937. Las pérdidas fueron cuantiosas, en especial dentro del batallón Henri Barbusse que tuvo un 90 por 100 de bajas en un mes, quedando prácticamente disuelto este batallón.

### Transcurso de la guerra
Sin apenas tiempo para reorganizarse, la Brigada participó en la batalla del Jarama, junto a la XI y XII Brigada, donde se produjeron multitud de bajas (en torno a un 40 por 100 de los efectivos) y fue cesado Morandi, haciéndose cargo de la unidad Jules Dumont. No será hasta la primavera que la unidad no obtuvo su primer éxito deteniendo el avance de los sublevados desde la cabeza de puente Toledo sobre el río Tajo. Participó en la batalla de Brunete, si bien no directamente en las operaciones más duras y en octubre de 1937, una vez se habían integrado en la Brigada los batallones Henri Vuillemin, el Seis de Febrero y el Pierre Brachet de nueva creación, realizó operaciones de distracción de las fuerzas sublevadas en la zona más al este de la provincia de Toledo para distraer la atención sobre la carretera que unía Madrid y Valencia. Fue la única unidad internacional que intervino en la ofensiva sobre Segovia, que tuvo lugar entre el 30 de mayo y el 2 de junio y que acabó en derrota republicana. La actuación de la Brigada fue muy controvertida, surgiendo una gran discusión entre el General Walter y Jules Dumont, subordinado suyo. Walter fue sustituido por el Joseph Putz. Otra vez un número considerable de bajas obligó a la retirada de la Brigada el 17 de octubre de 1937, en un fallido ataque realizado en la zona de la Cuesta de la Reina. Desde la Batalla de Brunete la brigada quedó reducida de 4 a 2 batallones.

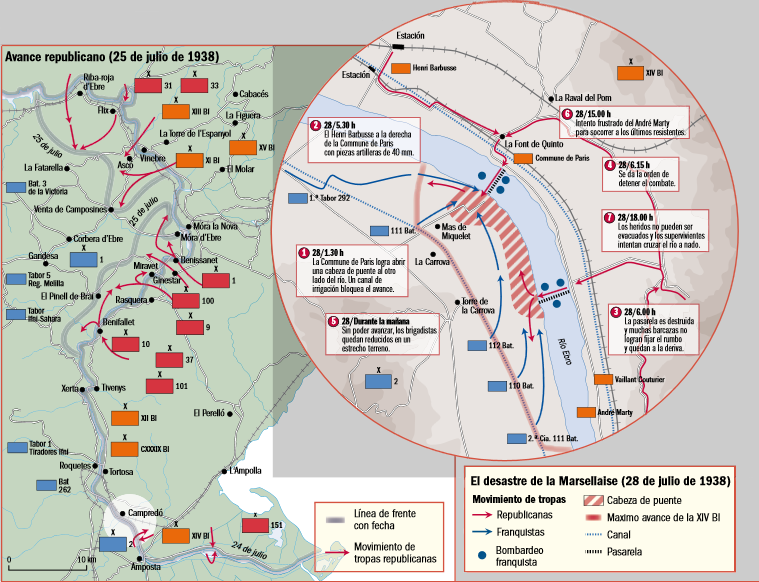
Cruce fallido del río Ebro por la XIV Brigada Internacional el 25 de julio de 1938.

En la primavera de 1938 fue reorganizada con dos batallones, pero fue muy castigada en el frente de Aragón, durante la retirada republicana del frente. Sus últimas operaciones tuvieron lugar en la batalla del Ebro donde fue prácticamente exterminada al tratar de cruzar el río Ebro en la zona de Amposta (50 km al sur de la acción principal), integrada dentro la 45.ª División. Los interbrigadistas que cruzaron el río se encontraron con las fuerzas de la aguerrida 105.ª División mandada por el coronel López Bravo. No obstante, aunque este ataque resultó fallido, se consideraba un avance de importancia secundaria. Al ser prematuramente descubierto por los nacionales, tuvieron un gran número de bajas. A pesar de todo, en la escueta cabeza de puente constituida, los combates se prolongaron durante 18 horas más, pasadas las cuales los que quedaban se retiraron desordenadamente cruzando el río con los medios a su alcance y dejando tras de sí 600 muertos, un buen número de prisioneros y gran cantidad de material bélico. El Comisario político de la Brigada Henri Rol-Tanguy (posterior líder de la resistencia francesa en París) fue herido pero logró volver nadando a la orilla republicana. La XIV Brigada logró ser reconstruida y volvió a participar en los combates en el Ebro hasta su retirada definitiva del frente el 23 de septiembre de 1938.

## Organización

### Estructura
Estuvo integrada por el batallón La Marseillaise (del que tomó el nombre), el 1.er batallón "Noves Nacions", trasladado posteriormente al Commune de Paris, el 2.º batallón "Domingo Germinal" compuesto por anarquistas españoles y portugueses, el 3.er batallón "Henri Barbusse" y el 4.º batallón "Pierre Brachet", ambos formados por franceses, y el Batallón Vaillant-Couturier. Estuvo bajo la dirección del general Walter (Karol Świerczewski), Aldo Morandi como jefe de Estado Mayor y André Heusler como comisario político.

### Comandantes de la Brigada
Los sucesivos comandantes de la Brigada fueron:
- Karol Świerczewski, Walter  (2 de diciembre de 1936 - 15 de febrero de 1937).
- Joseph Putz  (15 - 28 de febrero de 1937).
- Jules Dumont  (28 de febrero de 1937 - 23 de febrero de 1938).
- Marcel Sagnier   (23 de febrero - 13 de marzo de 1938)
- Gabriel Hubert  (19 de marzo - 25 de septiembre de 1938)

### Relación de Batallones

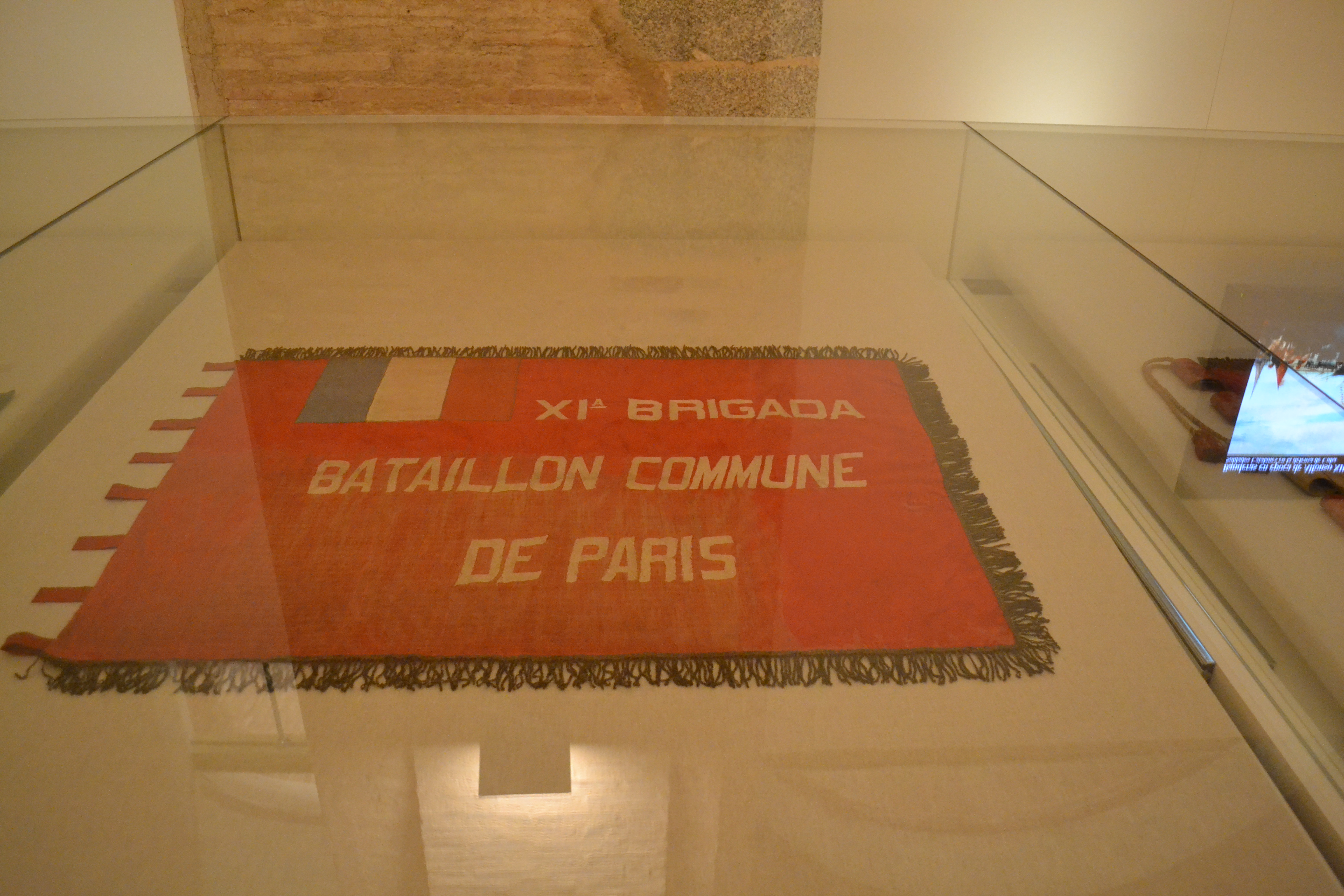
Estandarte del Batallón Comuna de París, conservado actualmente en el Museo del Ejército de Toledo (España).

Por la Brigada pasaron un gran número de batallones a lo largo de su existencia, en ocasiones procedentes de otras brigadas o reorganizados de nuevo:
- Batallón Comuna de París (Bataillon Commune de Paris)
- Batallón Domingo Germinal (en su mayoría juventud anarquista española)
- Batallón Henri Barbusse (franceses)
- Batallón Henri Vuillemin (franceses)
- I Batallón Louise Michel
- II Batallón Louise Michel
- Batallón Marsellesa (La Marsellaise)
- Batallón Pierre Brachet (belgues)
- Batallón Primera Unidad de Avance
- Batallón 9 Naciones, también llamado Sin nombre (Neuf Nacionalités o Sans nom) (multinacional)
- Batallón 6 de Febrero (Six Février) (franco-belga)
- Batallón Vaillant-Couturier (franco-belga)
- Batallón Ralph Fox (franceses y británicos)
- Batallón Franco-belga
- Batallón André Marty